# Heinkel He 60
Heinkel He 60 – niemiecki dwupłatowy wodnosamolot rozpoznawczy zaprojektowany przed II wojną światową przez Reinholda Mewesa w biurze konstrukcyjnym Ernsta Heinkela. Używany był od 1933 do 1942. Wyprodukowano 361 egzemplarzy wszystkich wersji.

## Wersje rozwojowe
- He 60 a – pierwszy prototyp, z silnikiem BMW VI 6.0 ZU (o mocy 492 kW), oblatany w 1933;
- He 60 b – drugi prototyp, z silnikiem BMW VI 7.3 ZU (o mocy 551 kW);
- He 60 c – drugi prototyp, z silnikiem BMW VI 6.0 ZU, wyposażony w hak umożliwiający start z katapulty okrętowej;
- He 60 A – wersja przedprodukcyjna (wyprodukowano 14 egz. w 1933);
- He 60 B – wersja z silnikiem Daimler-Benz DB-600A (o mocy 671 kW);
- He 60 C – wersja produkowana w 1935, głównie w zakładach Arado Flugzeugwerke i Weser Flugzeugbau;
- He 60 D – wersja produkowane od 1935, wyposażona w nowocześniejszą radiostację i mocniejsze uzbrojenie;
- He 60 E – eksportowa wersja He 60 D, 6 takich maszyn dostarczono do Hiszpanii;

## Bibliografia

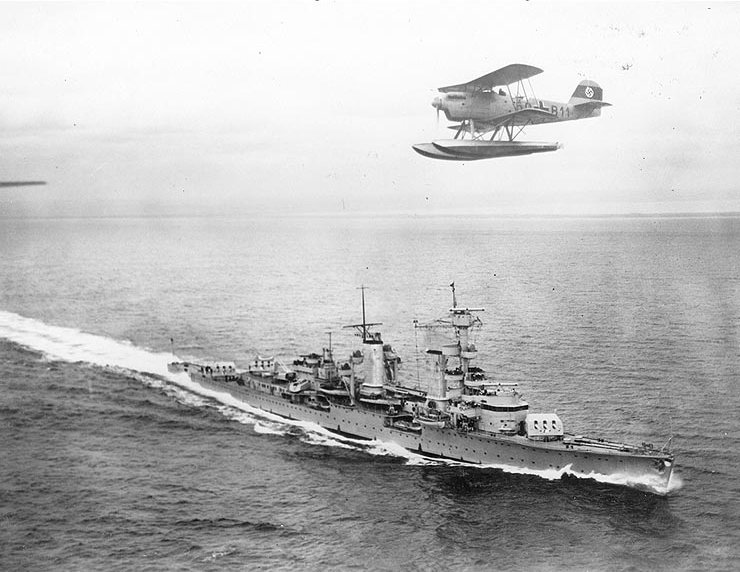
Heinkel He 60 w locie nad krążownikiem Köln